# Воскрешающая Русь
«Воскреша́ющая Русь» — неканоническая икона Богородицы. Отвергнута священноначалием Русской православной церкви. Келейно почитается отдельными священниками и прихожанами Русской православной церкви, признаётся канонической некоторыми религиозными организациями православного толка, не связанными с Русской православной церковью (например, «Истинно-православной церковью» Рафаила (Мотовилова)), и сектами как православного («Церковь Иоанна Богослова»), так и оккультного («Обитель „Воскрешающая Русь“ матушки Фотинии Светоносной») характера.
Образ почитаем в среде неинституционального православного движения, именуемого «царебожием».
Относится к числу новых образов Богородицы, созданных в конце XX — начале XXI веков.

## История появления
По легенде, распространённой в среде почитателей образа, 14 октября 1998 года (праздник Покрова Пресвятой Богородицы) жительница Пятигорска Ольга Павленко находилась дома и слушала акафист Богородице. В это время она пережила духовный опыт, в ходе которого, как утверждала Павленко, к ней явилась Божия Матерь и показала картины, которые легли в основу образа. Богородица повелела написать образ и назвать новую икону «Воскрешающая Русь», после чего разместить её в Свято-Троицком Серафимо-Дивеевском монастыре. Павленко, получив, по её утверждению, благословение у старцев Николая Гурьянова с острова Залит и Иеронима из Санаксарского монастыря, обратилась к иконописцу Наталье Кошеваровой, которая и создала первый список иконы в 1999 году. Хотя этот список и не понравился Павленко, она забрала его и отвезла в Дивеево, где икона была размещена в Свято-Троицком соборе монастыря. В соборе образ пребывал десять дней, потом, как утверждается в кругах почитателей образа, «по указанию из Москвы» его велели снять. Где находится в настоящее время «кошеваровский» список, неизвестно. После этого было создано ещё несколько списков (в частности, иконописцами Екатериной Ильинской и Владимиром Куриловым).
С начала 2000-х годов образ (одновременно с описывающей его появление брошюрой авторства Галины Андриановой) стал распространяться в приходах РПЦ (МП) и на крестных ходах, появились сообщения о мироточении списков иконы и исцелений от них. Архимандрит Кирилл (Павлов) благословил образ для келейного почитания. Среди некоторых прихожан распространилось также мнение, что икона «Воскрешающая Русь» является «преемником благодати» иконы Божьей Матери «Державная».
Группа верующих из числа почитателей иконы обратилась в 2003 году с ходатайством о канонизации образа в Синодальную комиссию по канонизации святых, однако Комиссия не нашла никаких оснований считать данную икону чудотворной.

## Иконография
Образ известен в различных списках, отличающихся деталями друг от друга.
По первоначальному замыслу Павленко (согласно тому, что по её утверждению, ей было явлено в видении), образ должен был выглядеть следующим образом. Божия Матерь в белом облачении, находящая в центре изображения и как бы парящая в небе, источает яркий белый свет. В руках Богородицы белый покров, который Она держит над землёй. С покрова на землю падают маленькие крестики, которые попадают в расположенных на земле людей: часть людей от этого просветляется и обращается к Богу, а часть — съёживается и чернеет. Богородицу с двух сторон окружают семь дев в белых одеждах с венцами на головах, над Её головой вверху иконы изображён Бог Саваоф, а немного пониже — Серафим Саровский и Николай Чудотворец. Внизу иконы символически изображены Троице-Сергиева Лавра, Дивеевский монастырь и Церковь Покрова на Нерли.
Однако существующие списки далеко не всегда отвечают видениям Павленко: изображения Саваофа нередко заменяются изображениями Иисуса Христа, Ветхозаветной Троицы или иконы «Отечество»; варьируется иногда и число окружающих Богоматерь дев.

## Позиция Русской православной церкви
Выступая 4 октября 2004 года с докладом на Архиерейском соборе Русской православной церкви, патриарх Алексий II специально остановился на проблеме «нового иконотворчества»:
В связи с этим отмечу участившиеся случаи самочинного книгоиздания и неканонического «иконотворчества» (например, иконы Богородицы «Воскрешающая Русь», «Дары дающая», иконы Григория Распутина, Ивана Грозного и литература, посвященная им). Вся беда в том, что причиной появления и распространения подобных творений на местах часто является отсутствие информации у правящих архиереев, отсутствие богословской оценки явлений такого рода.
Данная оценка сохраняется до сих пор. Икона не получила ни одного благословения от какого-либо архиерея Русской православной церкви. Имеются данные, что митрополит Одесский и Измаильский Агафангел благословил пронести один из списков иконы по православным храмам Одессы.

## Мнения сторонников образа
Сторонники почитания иконы отмечают факты её благословения такими авторитетными старцами Русской православной церкви, как Николай Гурьянов и Иероним (Верендякин).
Существуют свидетельства чудотворения (мироточение, благоухание) списков иконы и получения верующими чудесной помощи от них.
Согласно одному из наиболее активных сторонников почитания иконы, полковнику военно-медицинской службы А. В. Головкову:

Чудеса от неё были поразительные! Во время крестных ходов появлялись радуги, играло солнце. Многие увидели на солнечном диске проявившиеся буквы, которые сложились в слово «Дева»….
Религиозная организация «Православная церковь России», не являющаяся канонической и стоящая на правых и монархических позициях, признаёт данную икону как чудотворную. 11 июля 2004 года «митрополит» данной церкви Рафаил освятил в Подмосковье храм в честь иконы Пресвятой Богородицы «Воскрешающая Русь»; был также установлен престольный праздник иконы — 12 декабря.
Основатель «Церкви Иоанна Богослова», рассматриваемой Русской православной церковью в качестве секты, Олег Урюпин, известный также под фамилией Моленко, полагает, что «явление это истинное и икона чудотворная», а факт непризнания образа со стороны Московской патриархии является, по его мнению, доказательством безблагодатности МП.
Почитателями образа составлена ему служба.

## Мнение критиков образа
Критики почитания иконы отмечают, прежде всего, недостоверность обстоятельств её появления. Так, по мнению иеромонаха из саратовского Храма в честь иконы Божьей Матери «Утоли моя печали» Нектария (Морозова), «сама по себе история возникновения иконы очень странная, а язык, которым вся эта история описана, выдает людей, плохо понимающих церковную жизнь. Да и иконография слишком уж чудна́я!».
По мнению других критиков, видение Павленко (даже если оно и было в действительности) могло объясняться наличием у неё состояния духовной прелести; при этом указывается и на экстрасенсорное прошлое Павленко.
Некоторые исследователи видят в создании иконы провокацию «Богородичного центра», указывая, что Богородица на иконе уподоблена Богу и выглядит как некая «богиня», что характерно для иконографии «богородичников». Другие указывают на сходство Богородицы, изображённой на иконе, с образами, свойственными «Белому братству» и картинам Николая Рериха. Диакон Русской православной церкви Павел Сержантов прямо называет образ «Воскрешающая Русь» «ньюэйджевским». В частности, отмечается белое одеяние Богоматери, несвойственное традиционной православной иконографии, но характерное для оккультных изображений «Матери мира».
В присутствующей на иконе символике падающих крестов может быть усмотрено влияние масонского символизма, кроме того, по мнению православного иконописца Ростислава Моцпана, само изображение креста как орудия уничтожения людей в православной иконографии допустимым не представляется.
Как полагает священник Василий Петров, икона «Воскрешающая Русь» является порождением «практически ереси», при которой «Божия Матерь становится на место Христа Спасителя».